# Ontronik Khachaturian
Ontronik "Andy" Khachaturian, född 4 maj 1975 i Los Angeles, Kalifornien, är en amerikansk sångare. Han är före detta sångaren i bandet The Apex Theory. Han grundade bandet 1999, men lämnade det i november 2002, då han kände att han och resten av medlemmarna hade olika musikaliska åsikter. Efter en kortare solokarriär grundade han istället bandet VoKee 2004, där han var sångare. Khachaturian har numera gjort ett uppehåll ifrån det bandet och är sedan 2010 istället med i bandet KillMatriarch, som sångare och trummis. Han driver även ett eget musikprojekt under namnet OnTronik™.
Hans karriär började i bandet Snowblind, ett band som även Daron Malakian (från System of a Down och Daron Malakian and Scars on Broadway) var med i. Han spelade sedan trummor för bandet System of a Down åren 1994 till 1997, men han lämnade dem efter att ha ådragit sig en handfraktur. Han har dock hjälpt till med skrivandet av tio låtar från deras debutalbum, låten "X" från Toxicity och tre låtar från Steal This Album!. Totalt har Khachaturian varit med om att skriva närmare tjugo låtar med System of a Down.